# ハンス・クナイフェル

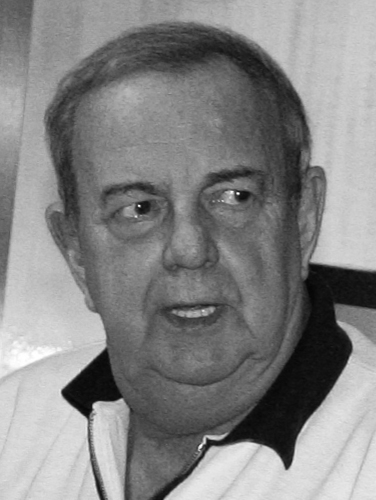
ハンス・クナイフェル

ハンス・クナイフェル（Hans Kneifel, 1936年6月1日 - 2012年3月7日）は、ドイツの小説家、SF作家。グライヴィッツ（現：ポーランド領グリヴィツェ）生まれ。

## 概要
オーバーバイエルン地方に移住したのち菓子職人を目指したが、1962年に高校卒業資格を取得し、1967年から小学校の教師となる。SFに関心を持つきっかけとなったのが、1950年のアメリカ映画「月世界征服」（ロバート・A・ハインラインのSF小説「宇宙船ガリレオ号」によったもの）であった。1956年に処女作「星々は呼ぶ」を出版し、テレビの脚本家などをへて、1968年に大長編スペースオペラ「宇宙英雄ペリー・ローダン」の執筆陣に加わり、以後主要執筆者として活躍する。ローダン・シリーズの800話までに73篇を担当し、第2シリーズとも呼ばれたアトラン・シリーズでは全850話のうち約130篇を担当した。また、外伝とも言うべきペリー・ローダン・ポケットブックス（以前は「ペリー・ローダン惑星小説」シリーズと呼んでいた）にも数多くの作品を手がけている。
尊敬している作家は、チャールズ・ディケンズ、ジョゼフ・コンラッド、ジョン・スタインベック、ラドヤード・キプリング、アーネスト・ヘミングウェイ、ジャック・ロンドン、ヴィルヘルム・ブッシュ、ハインリヒ・ハイネと数が多い。ノーベル文学賞をとりたがっていたが、本人が「ノーベル文学賞はあきらめた」と断念している。執筆した作品数は、1991年12月時点で600点を超えており、戦後のドイツSF界において最多作家である。

## 経歴
- 1936年6月1日　グライヴィッツに生まれる。
- 1945年　オーバーバイエルン地方に移住。菓子職人を目指す。
- 1954年　処女作「星々は呼ぶ」を執筆。
- 1956年　処女作「星々は呼ぶ」を出版。
- 1962年　高校卒業資格（大学受験資格）を取得。
- 1967年　小学校の教師になる。
- 1968年　小説「宇宙英雄ペリー・ローダン」の第352話「死の沈黙の惑星」（日本語版の第176巻「巨人奴隷」）から初めてローダン・シリーズの執筆に参加。以降、ローダン・シリーズの主要執筆者となる。